# Liga ETE 2024
La temporada 2024 de la Liga ETE fue la séptima edición desde que se iniciara la competición de traineras organizada por la Asociación de Traineras de Mujeres en 2018. Compitieron 8 equipos encuadrados en un único grupo. La temporada regular comenzó el 22 de junio en El Astillero (Cantabria) y terminó el 18 de agosto en Bilbao (Vizcaya). Posteriormente, se disputaron los play-off para el ascenso a la Liga ACT femenina.

## Sistema de competición
La competición constó de una temporada regular de 13 regatas. Una vez finalizada, se disputó un play-off de ascenso a la Liga ACT femenina entre la sexta y séptima clasificadas de dicha competición, ya que la octava descendió directamente, y las dos primeras de la Liga ETE y de la Liga LGT femenina 2024.
Las regatas de disputaron en tandas en líneas de dos a seis calles excepto las banderas que se compitieron en modalidad contrarreloj. En todos los casos la distancia a bogar en cada regata fue de 1.5 millas náuticas que equivalen a 2778 metros.

## Calendario

### Temporada regular
Las siguientes regatas tuvieron lugar en 2024.
| Orden | Regata                                                      | Fecha        | Hora  | Localidad       | Provincia |
| ----- | ----------------------------------------------------------- | ------------ | ----- | --------------- | --------- |
| 1     | III Bandera Real Astillero de Guarnizo                      | 22 de junio  | 16:45 | El Astillero    | Cantabria |
| 2     | XI Bandera de Pasajes                                       | 23 de junio  | 12:00 | Pasajes         | Guipúzcoa |
| 3     | VII Bandera de San Juan de Luz                              | 29 de junio  | 12:00 | San Juan de Luz | Francia   |
| 4     | VII Bandera de Zumaya                                       | 30 de junio  | 11:00 | Zumaya          | Guipúzcoa |
| 5     | III Bandera Femenina Ayuntamiento de Camargo                | 6 de julio   | 16:00 | Camargo         | Cantabria |
| 6     | XLII Bandera Noble Villa de Portugalete                     | 7 de julio   | 11:00 | Portugalete     | Vizcaya   |
| 7     | V Bandera Ayuntamiento de Sestao                            | 13 de julio  | 16:00 | Sestao          | Vizcaya   |
| 8     | III Bandera Marina de Cudeyo-Gran premio GS Inima           | 20 de julio  | 15:30 | Pedreña         | Cantabria |
| 9     | XXXVII Bandera de Erandio                                   | 28 de julio  | 11:00 | Erandio         | Vizcaya   |
| 10    | III Bandera de Hernani                                      | 3 de agosto  | 15:00 | Orio            | Guipúzcoa |
| 11    | XL Bandera de Ondárroa-Gran Premio Ayuntamiento de Ondárroa | 10 de agosto | 12:00 | Ondárroa        | Vizcaya   |
| 12    | Bandera Liga ETE/Plencia                                    | 15 de agosto | 11:00 | Plencia         | Vizcaya   |
| 13    | IV Bandera Femenina de Zarautz                              | 17 de agosto | 11:00 | Zarauz          | Guipúzcoa |
| 14    | IX Bandera Femenina de Bilbao-IV Memorial Ane Aizpuru       | 18 de agosto | 16:00 | Bilbao          | Vizcaya   |

### Play-off de ascenso a Liga ACT
| Orden | Regata      | Fecha            | Hora  | Provincia |
| ----- | ----------- | ---------------- | ----- | --------- |
| 1     | Bermeo      | 14 de septiembre | 17:35 | Vizcaya   |
| 2     | Portugalete | 15 de septiembre | 11:25 | Vizcaya   |

## Traineras participantes
| Equipo                         | Nombre de la Trainera | Patrona | Localidad           | Provincia |
| ------------------------------ | --------------------- | ------- | ------------------- | --------- |
| Astillero                      | San José XIV          |         | El Astillero        | Cantabria |
| Kaiku-Nortegas                 | Bizkaitarra           |         | Sestao              | Vizcaya   |
| Deusto-Bilbao                  | Tomatera              |         | Bilbao              | Vizcaya   |
| Ondarroa-Cikautxo              | Antiguako Ama         |         | Ondárroa            | Vizcaya   |
| Zumaia-Deltecto                | Telmo Deun            |         | Zumaya              | Guipúzcoa |
| Zarautz-Gesalaga-Okelan        | Enbata                |         | Zarauz              | Guipúzcoa |
| Hernani-Mitxelena Mekanizatuak | Maialen               |         | Hernani             | Guipúzcoa |
| San Juan-CMO Valves            | Batelerak             |         | Pasajes de San Juan | Guipúzcoa |

Los clubes participantes están ordenados geográficamente, de oeste a este.

### Equipos por provincia
| Provincia | N. | Equipos                                                                                       |
| --------- | -- | --------------------------------------------------------------------------------------------- |
| Guipúzcoa | 4  | Hernani-Mitxelena Mekanizatuak, San Juan-CMO Valves, Zarautz-Gesalaga-Okelan, Zumaia-Deltecto |
| Vizcaya   | 3  | Deusto-Bilbao, Kaiku-Nortegas, Ondarroa-Cikautxo                                              |
| Cantabria | 1  | Astillero                                                                                     |

### Ascensos y descensos
| Pos. | Clubes de temporada 2023 no inscritos |
| ---- | ------------------------------------- |
| 8.ª  | Portugalete                           |

| Pos. | Nueva inscripción   |
| ---- | ------------------- |
| -    | San Juan-CMO Valves |

     Descenso administrativo o desaparición.

     Nueva inscripción.

## Clasificación

### Temporada regular
A continuación se recoge la clasificación en cada una de las regatas disputadas.

#### Puntuaciones
Los puntos se reparten entre las ocho participantes en cada regata. 
| Posición | 1.º | 2.º | 3.º | 4.º | 5.º | 6.º | 7.º | 8.º |
| -------- | --- | --- | --- | --- | --- | --- | --- | --- |
| Puntos   | 8   | 7   | 6   | 5   | 4   | 3   | 2   | 1   |

#### Resultados por regata
| Pos. | Club                    | Trainera      | 1 AST | 2 PAS | 3 LUZ | 4 ZUM | 5 CAM | 6 POR | 7 SES | 8 PED | 9 ERA | 10 HER | 11 OND | 12 PLE | 13 ZAR | 14 BIL | Puntos |
| ---- | ----------------------- | ------------- | ----- | ----- | ----- | ----- | ----- | ----- | ----- | ----- | ----- | ------ | ------ | ------ | ------ | ------ | ------ |
| 1    | Astillero               | San José XIV  | 2     | 2     | 2     | 2     | 1     | 1     | 2     | 1     | 1     | 1      | 1      | 2      | 1      | 2      | 105    |
| 2    | Zumaia                  | Telmo Deun    | 1     | 1     | 1     | 1     | 3     | 2     | 1     | 4     | 2     | 2      | 2      | 1      | 3      | 4      | 98     |
| 3    | Zarautz-Gesalaga-Okelan | Enbata        | 4     | 4     | 4     | 3     | 2     | 3     | 3     | 2     | 3     | 4      | 5      | 5      | 2      | 1      | 81     |
| 4    | Kaiku-Nortegas          | Bizkaitarra   | 3     | 3     | 3     | 5     | 4     | 4     | 4     | 5     | 4     | 3      | 3      | 4      | 5      | 5      | 71     |
| 5    | San Juan-CMO Valves     | Batelerak     | 6     | 5     | 5     | 4     | 5     | 5     | 6     | 3     | 5     | 5      | 4      | 3      | 4      | 3      | 63     |
| 6    | Deusto-Bilbao           | Tomatera      | 5     | 6     | 6     | 6     | 8     | 6     | 5     | 6     | 7     | 6      | 7      | 7      | 7      | 7      | 37     |
| 7    | Ondarroa                | Antiguako Ama | 7     | 7     | 7     | 7     | 7     | 7     | 8     | 8     | 6     | 8      | 6      | 6      | 6      | 6      | 30     |
| 8    | Hernani                 | Maialen       | 8     | 8     | 8     | 8     | 6     | 8     | 7     | 7     | 8     | 7      | 8      | 8      | 8      | 8      | 19     |

| Color     | Resultado                        |
| --------- | -------------------------------- |
| Oro       | Ganadora                         |
| Plata     | Segunda                          |
| Bronce    | Tercera                          |
| Verde     | Puntuó                           |
| Negro     | DSQ - Descalificada              |
| Sin color | DNP - Inscrita pero no participó |

#### Palmarés
| Pos. | Club                    | Victorias | Segundas | Terceras | Puntos | Ascenso o descenso  |
| ---- | ----------------------- | --------- | -------- | -------- | ------ | ------------------- |
| 1    | Astillero               | 7         | 7        | -        | 105    | Play-off de ascenso |
| 2    | Zumaia                  | 6         | 4        | 2        | 98     | Play-off de ascenso |
| 3    | Zarautz-Gesalaga-Okelan | 1         | 3        | 4        | 81     |                     |
| 4    | Kaiku-Nortegas          | -         | -        | 5        | 71     |                     |
| 5    | San Juan-CMO Valves     | -         | -        | 3        | 63     |                     |
| 6    | Deusto-Bilbao           | -         | -        | -        | 37     |                     |
| 7    | Ondarroa                | -         | -        | -        | 30     |                     |
| 8    | Hernani                 | -         | -        | -        | 19     |                     |

### Play-off de ascenso a Liga ACT
Los puntos se reparten entre las cuatro participantes en cada regata.
| Posición | 1.º | 2.º | 3.º | 4.º | 5.º |
| -------- | --- | --- | --- | --- | --- |
| Puntos   | 5   | 4   | 3   | 2   | 1   |

| Pos. | Club          | Trainera     | 1 | 2 | Puntos        | Ascenso o descenso    |
| ---- | ------------- | ------------ | - | - | ------------- | --------------------- |
| 1    | Astillero     | San José XIV | 1 | 1 | Crecimiento   | Asciende a Liga ACT   |
| 2    | Zumaia        | Telmo Deun   | 2 | 2 | Crecimiento   | Asciende a Liga ACT   |
| 3    | Chapela-Wofco | Arealonga    | 3 | 3 | Sin cambios   | Permanece en Liga LGT |
| 4    | Cabo da Cruz  | Cabo da Cruz | 4 | 4 | Decrecimiento | Desciende a Liga LGT  |